# Sylwia Bogacka
Sylwia Katarzyna Bogacka (Jelenia Góra, 3 de octubre de 1981) es una tiradora polaca. Estudió sociología en la Universidad de Zielona Góra.

## Palmarés

### Juegos Olímpicos
- Londres 2012:[2]
  - Carabina de aire, 10 m: 2.ª (medalla de plata)
- Pekín 2008
  - Carabina de aire, 10 m: 8.ª
  - Carabina en tres posiciones, 50 m: 10.ª
- Atenas 2004
  - Carabina en tres posiciones, 50 m: 17.ª

### Campeonatos del Mundo de Tiro
- Zagreb 2006
  - Carabina en tres posiciones, 50 m: 2.ª (medalla de plata)